# Xylocopa ignescens
Xylocopa ignescens là một loài Hymenoptera trong họ Apidae. Loài này được LeVeque mô tả khoa học năm 1928.